# Alpi Veglia e Devero - Monte Giove
Alpi Veglia e Devero - Monte Giove este o arie protejată (arie specială de conservare — SAC, sit de importanță comunitară — SCI, arie de protecție specială avifaunistică — SPA) din Italia întinsă pe o suprafață de 15.119 ha, integral pe uscat.

## Localizare
Centrul sitului Alpi Veglia e Devero - Monte Giove este situat la coordonatele 46°18′40″N 8°15′09″E / 46.311111°N 8.2525°E.

## Înființare
Situl Alpi Veglia e Devero - Monte Giove a fost declarat sit de importanță comunitară în septembrie 1995 pentru a proteja 58 de specii de animale. Alte tipuri de protecție:
- arie de protecție specială avifaunistică (în octombrie 2006)[2]
- arie specială de conservare (în noiembrie 2017)[1][3][4]

## Biodiversitate
Situată în ecoregiunea alpină, aria protejată conține 24 de habitate naturale: Râuri de munte și vegetația erbacee de pe malurile acestora, Tufărișuri cu Pinus mugo și Rhododendron hirsutum (Mugo-Rhododendretum hirsuti), Mlaștini alcaline, Lacuri eutrofice naturale cu vegetație de tip Magnopotamion sau Hydrocharition, Peșteri inaccesibile publicului, Păduri acidofile de Picea de la nivel montan la nivel alpin (Vaccinio-Piceetea), Pajiști alpine și boreale, Păduri de fag Luzulo-Fagetum, Pajiști boreale și alpine pe substrat silicios, Păduri alpine de Larix decidua și/sau Pinus cembra, Păduri montane și subalpine de Pinus uncinata (* dezvoltate pe substrat gipsos sau calcaros), Tufărișuri subarctice cu Salix spp., Pajiști alpine și subalpine calcaroase, Păduri pe pante, grohotișuri și ravene de Tilio-Acerion, Formațiuni ierboase bogate în specii de Nardus, dezvoltate pe substraturi silicioase în zone montane (și în zone submontane, în Europa continentală), Turbării active, Mlaștini turboase de tranziție și turbării mișcătoare, Păduri aluvionare cu Alnus glutinosa și Fraxinus excelsior (Alno-Padion, Alnion incanae, Salicion albae), Pante stâncoase silicioase cu vegetație casmofită, Grohotișuri silicioase de la nivelul montan până la nivelul zăpezii (Androsacetalia alpinae și Galeopsietalia ladani), Liziere de ierburi înalte hidrofile de câmpie și de nivel montan până la alpin, Formațiuni pioniere alpine de Caricion bicoloris-atrofuscae, Fânețe montane, Ghețari permanenți.
La baza desemnării sitului se află mai multe specii protejate:
- păsări (51): uliu porumbar (Accipiter gentilis), uliu păsărar (Accipiter nisus), fluierar de munte (Actitis hypoleucos), minunița (Aegolius funereus), ciocârlie-de-câmp (Alauda arvensis), pescăruș albastru (Alcedo atthis), potârnichea de stâncă (Alectoris graeca saxatilis), rață mare (Anas platyrhynchos), fâsă-de-câmp (Anthus campestris), fâsă de pădure (Anthus trivialis), acvilă de munte (Aquila chrysaetos), cocoșul de mesteacăn (Bonasa bonasia), buha (Bubo bubo), erete de stuf (Circus aeruginosus), erete vânăt (Circus cyaneus), erete cenușiu (Circus pygargus), corb (Corvus corax), cuc (Cuculus canorus), ciocănitoare neagră (Dryocopus martius), presură de grădină (Emberiza hortulana), Eudromias morinellus, șoim călător (Falco peregrinus), vânturel roșu (Falco tinnunculus), becațină comună (Gallinago gallinago), ciuvică (Glaucidium passerinum), zăgan (Gypaetus barbatus), rândunică (Hirundo rustica), Lagopus muta helvetica, sfrâncioc roșiatic (Lanius collurio), ciocârlie de pădure (Lullula arborea), Lyrurus tetrix tetrix, gaia neagră (Milvus migrans), gaia roșie (Milvus milvus), muscar sur (Muscicapa striata), pietrar sur (Oenanthe oenanthe), vultur pescar (Pandion haliaetus), viespar (Pernis apivorus), pitulice de munte (Phylloscopus bonelli), stăncuță alpină (Pyrrhocorax graculus), Pyrrhocorax pyrrhocorax, mărăcinar (Saxicola rubetra), sitar de pădure (Scolopax rusticola), silvie de zăvoi (Sylvia borin), silvie-mică (Sylvia curruca), fluturașul de stâncă (Tichodroma muraria), fluierar de mlaștină (Tringa glareola), fluierarul de zăvoi (Tringa ochropus), sturz-cântător (Turdus philomelos), sturz (Turdus pilaris), sturzul de vâsc (Turdus viscivorus), nagâț (Vanellus vanellus)
- mamifere (4): liliac cârn (Barbastella barbastellus), lupul (Canis lupus), râs eurasiatic (Lynx lynx), liliac cărămiziu (Myotis emarginatus)
- nevertebrate (2): Erebia christi, fluturele auriu (Euphydryas aurinia)
- pești (1): zglăvoacă (Cottus gobio)

Pe lângă speciile protejate, pe teritoriul sitului au mai fost identificate 19 specii de plante, 57 de specii de păsări, 3 specii de amfibieni, 31 de specii de mamifere, 15 specii de nevertebrate, 4 specii de reptile.